# Шанцев, Сергей Владимирович
Сергей Владимирович Шанцев (16 августа 1958 — 24 января 2000) — заместитель командира разведывательной группы 700-го отдельного отряда специального назначения (2-я отдельная бригада специального назначения), прапорщик; Герой России (2000).

## Биография
Родился в русской семье; жил и учился в Виннице.
С 1981 года служил во 2-й отдельной бригаде специального назначения ГРУ (Псковская область). Был одним из лучших спортсменов-парашютистов, совершил 1495 прыжков, летал на пара- и дельтапланах.
С 19 января по 26 апреля 1995 года участвовал в боевых операциях в Грозном, в Ассиновской, под Бамутом; награждён медалью «За отвагу».
С августа 1999 года участвовал во второй чеченской кампании. 24 января 2000 года, будучи старшим головного дозора в разведвыходе, в районе села Рошни-Чу (Урус-Мартановский район) обнаружил группу боевиков, предупредил командира и первым вступил в бой. Был тяжело ранен, скончался по дороге в госпиталь от потери крови. В бою боевики понесли существенные потери; разведгруппе удалось сорвать планы бандитов по захвату Рошни-Чу и выдвижению на Урус-Мартан с целью создания коридора для вывода боевиков из блокированного Грозного.
Указом Президента Российской Федерации от 24 октября 2000 года за мужество и героизм, проявленные при выполнении воинского долга в контртеррористической операции в Северо-Кавказском регионе, прапорщику Шанцеву Сергею Владимировичу присвоено звание Героя Российской Федерации (посмертно).
Похоронен на кладбище деревни Муровицы (Псковский район, Псковская область).

## Награды
- медаль «Золотая Звезда» Героя России (24 октября 2000)
- медаль «За отвагу»

## Память
- Навечно зачислен в списки 1-й роты 700-го отдельного отряда специального назначения 2-й отдельной бригады спецназа ГРУ (Приказ Министра обороны Российской Федерации от 7.02.2002).
- На доме 147В в посёлке Черёха (Псковская область), в котором жил С. Шанцев, установлена мемориальная доска.
- Имя С. Шанцева увековечено на памятнике погибшим воинам-разведчикам на территории 2-й отдельной бригады спецназа ГРУ.